# Los del Río
Los del Río (spanisch für „Die vom Fluss“) ist ein spanisches Musikduo, das ab 1992 mit Macarena einen internationalen Hit hatte.

## Geschichte

### Frühe Jahre
Bereits in den 1960er Jahren schlossen sich die beiden in Dos Hermanas, einer Stadt in der Nähe von Sevilla ansässigen Andalusier Rafael Ruiz Perdigones (* 1949) und Antonio Romero Monge (* 1947) zu einem stilistisch vom Flamenco beeinflussten Duo mit Gitarre und Gesang unter dem Namen Los del Río (spanisch für „Die vom Fluss“) zusammen. Als gefragte Interpreten traditioneller und populärer spanischer Musik, meist Rumbas und Sevillanas, spielten sie im Laufe der Jahre über 30 Alben ein. Mit ihrer 1991 veröffentlichten Version der Rumba Sevilla tiene un color especial des Komponisten Romero San Juan (eigentlich Rafael Hornero Romero de la Osa, 1948–2005), die 1992 zur offiziellen Hymne der Weltausstellung in Sevilla wurde, fand das Duo erstmals auch Beachtung außerhalb Spaniens.

### Das Lied Macarena
Während eines Privatkonzerts in Venezuela im Jahr 1991 inspirierte angeblich ein Auftritt der in Caracas lebenden Flamenco-Tänzerin Diana Patricia Cubillán Herrera die beiden Musiker zu der zunächst spontan improvisierten Textzeile Dale a tu cuerpo alegría Diana ‚Schenke deinem Körper Freude, Diana‘, die im Nachhinein zur Grundlage einer Rumba wurde, die im August 1993 in Spanien veröffentlicht wurde. Nachdem die erste Refrainzeile in Rücksicht auf den Reim zunächst zu Dale a tu cuerpo alegría Magdalena verändert wurde, wurde der Titel letztendlich als Macarena veröffentlicht, um eine Verwechslung mit dem im gleichen Jahr erschienenen Lied Magdalena des mexikanischen Sängers Emmanuel zu vermeiden, des Weiteren ist der Titel ein Verweis auf die Herkunft der beiden Künstler aus der Provinz Sevilla.
Das Lied handelt in der ursprünglichen, 1993 veröffentlichten Version von einer ebenso rebellischen, wie lebenslustigen jungen Frau, die davon träumt, sich im El Corte Inglés nach der neuesten Mode einkleiden zu können, in New York leben möchte und lieber einen Freund hätte, der sich nicht über fragwürdig gewordene patriotische Tugenden definiert. Der zum internationalen Hit avancierte „Bayside Boys Remix“ übernimmt nur den spanischen Refrain und ersetzt die Strophen durch einen Inhalt, der dessen ursprüngliche Aussage ins Gegenteil verkehrt, da die Protagonistin nunmehr als vergnügungssüchtige und amoralische Hedonistin erscheint.
Der Titel wurde in Spanien schnell populär, doch erst in den Jahren darauf war der Song auch in Lateinamerika zu hören. Von dort erreichte er über die spanischsprachigen Radiostationen den Süden der USA. 1995 entdeckte das Produzenten- und Remixer-Duo Carlos Alberto de Yarza und Mike Triay aus Miami das Stück und machte aus den traditionellen Gitarrenklängen mit spanischem Gesang und rhythmischem Klatschen eine diskotaugliche Version mit elektronischen Klängen und weiblichem Chor sowie englischen Textstücken. Ihr „Bayside Boys Remix“ hatte in den USA sofort Erfolg. Im Juni 1996 belegte der Macarena-Remix 14 Wochen Platz eins der amerikanischen Billboard-Charts und eroberte weltweit zahlreiche Chartspitzen. Das Lied wurde mehrfach mit Goldenen und Platin-Schallplatten ausgezeichnet und war der Sommerhit des Jahres. Weltweit waren es über elf Millionen verkaufte Singles. Infolge des Remixes erreichte auch das Original Rang 23 der US-Charts. Zahlreiche Coverversionen, Übersetzungen in andere Sprachen und instrumentale Versionen folgten, und bis heute ist das Lied ein beliebter Stimmungshit.
Passend zum Lied gibt es einen Modetanz, der in einer spanischen Tanzschule entstand und für das zugehörige Musikvideo erweitert wurde. Dabei schlägt man die Hände in einer bestimmten Abfolge, stemmt sie in die Hüften, dreht die Hüfte, geht in die Knie und dreht sich dann in einem Aufwärtsschwung seitwärts mit einem leichten Sprung um 90 Grad.

### Spätere Karriere
Für Los del Río war es erwartungsgemäß schwer, diesem Ausnahmeerfolg etwas folgen zu lassen. Eine Weihnachtsversion namens Macarena Christmas erreichte zwar zum Jahresausklang noch einmal die Charts, abgesehen davon blieben sie aber ein internationales One-Hit-Wonder.
Ende der 1990er feierten sie ihr 30-jähriges Bühnenjubiläum und bis heute haben sie zahlreiche weitere Alben veröffentlicht, in denen sie sich wieder ihren musikalischen Wurzeln angenähert haben. Die Musiker leben weiterhin in ihrer Heimat in Dos Hermanas bei Sevilla.

## Diskografie

### Alben
- 1967: Luces de Sevilla (Hispavox)
- 1971: De Triana al Rocío con Los del Río (Discophon)
- 1972: Sevillanas y rumbas (Discophon)
- 1973: Sevillanas – rumbas (Discophon)
- 1974: Sevillanas – rumbas – tanguillo y vals (Discophon)
- 1975: Sevillanas – rumbas (Discophon)
- 1976: Los del Río (Discophon)
- 1978: Los del Río (Discophon)
- 1981: Con son de alegría (Columbia)
- 1984: Los del Río (El fantasma de tu nombre) (Pasarela)
- 1986: Los del Río (Te estás poniendo viejo, Picoco) (Zafiro)
- 1987: ¡¡Qué verano me estás dando!! (Zafiro)
- 1988: El mudo (Zafiro)
- 1989: Puerta grande (Zafiro)
- 1990: Cantemos por sevillanas (Zafiro)
- 1991: Sabor y... gloria (CFE)
- 1992: Sevilla tiene un color especial (CFE)
- 1992: Fiesta en Belén (CFE)
- 1993: A mí me gusta (Serdisco, RCA)
- 1994: El gallo de Aurora (Zafiro)
- 1994: Entre dos orillas (Zafiro)
- 1995: Calentito (Zafiro)
- 1996: Fiesta Macarena (Zafiro)
- 1996: Macarena Dance Party (Zafiro)
- 1996: Macarena Non-Stop (Zafiro)
- 1997: Colores (Zafiro)
- 1998: Viva el verano (Zafiro)
- 1999: Baila (Zafiro)
- 2000: Tumbaíto, tumbaíto (Muxxic)
- 2002: Río de sevillanas (Horus)
- 2004: P’alante (Universal)
- 2008: Quinceañera Macarena (IMC)
- 2010: Mi gitana (IMC)
- 2012: Vámonos que nos vamos (Sony)
- 2017: Rio Tropical
- 2019: Pregón a la Esperanza
- 2020: Un Rocío diferente
- 2021: Dentro de mi guitarra

### Singles
- 1967: Luces De Sevilla / 3
- 1967: Premio Mejores 1967 (EP)
- 1997: Luces De Sevilla 1 (EP)
- 1968: Gitana Marinera / Por Una Mujer / Un Desngaño / Mi Novia (EP)
- 1970: Chinita Chula (EP)
- 1972: Mundo Loco
- 1981: Con Son De Alegría / En Frio
- 1986: Te Estas Poniendo Viejo, Picoco
- 1986: Caramelos, Pipas Y Avellanas (nur Promo)
- 1987: ¡¡Que Verano Me Estas Dando, Carmen!!
- 1987: Recordando A Los Payos / ¿Qué Será Lo Que Tiene La Rumba? / Soy Un Pobre Jugador (nur Promo)
- 1987: Marchadisc
- 1988: Que No Se Rompa La Noche (nur Promo)
- 1988: Salsa Rumbera
- 1988: El Mudo (nur Promo)
- 1989: Lirti (nur Promo)
- 1989: Carmen (nur Promo)
- 1990: Sevilla Es La Gloria De Los Cielos (nur Promo)
- 1991: 20 En Oros (nur Promo)
- 1991: La Espinita (nur Promo)
- 1992: Esas Gitanas (nur Promo)
- 1992: Que Bonito Es El Amor (nur Promo)
- 1993: Macarena (Original-Version)
- 1995: Macarena (Bayside Boys Mix) / Can You Feel It
- 1996: Macarena Christmas
- 1996: La Niña Del Pañuelo Colorado
- 1996: Macarena (Non Stop)
- 1996: Ole, Ole (mit Montserrat Caballé)
- 1997: Take It Easy (Yo No Sé)
- 1998: Tequila Boom Boom
- 1998: Viva Las Rebajas (nur Promo)
- 1999: Baila Baila
- 1999: Umaita Que’s Mu Güena (nur Promo)
- 2000: El Tumbaito (nur Promo)
- 2000: Mariachis Y Tequila (nur Promo)
- 2002: Vitorino (mit King África)

## Auszeichnungen für Musikverkäufe
| Goldene Schallplatte - Australien - 1997: für die Single Macarena Christmas - Japan - 1996: für das Album Fiesta Macarena - Schweden - 1996: für die Single Macarena - Spanien - 1992: für das Album Sevilla Tiene Un Color Especial - 1994: für das Album El Gallo De Aurora Platin-Schallplatte - Neuseeland - 1996: für die Single Macarena - Niederlande - 1996: für die Single Macarena - Spanien - 1993: für das Album A Mi Me Gusta | 2× Platin-Schallplatte - Belgien - 1996: für die Single Macarena 3× Platin-Schallplatte - Australien - 1996: für die Single Macarena Diamantene Schallplatte - Frankreich - 1996: für die Single Macarena |

Anmerkung: Auszeichnungen in Ländern aus den Charttabellen bzw. Chartboxen sind in ebendiesen zu finden.
| Land/RegionAuszeichnungen für Musikverkäufe (Land/Region, Auszeichnungen, Verkäufe, Quellen) | Gold     | Platin       | Diamant  | Verkäufe  | Quellen                                               |
| -------------------------------------------------------------------------------------------- | -------- | ------------ | -------- | --------- | ----------------------------------------------------- |
| Australien (ARIA)                                                                            | Gold1    | 3× Platin3   | —        | 245.000   | aria.com.au ariacharts.com.au                         |
| Belgien (BRMA)                                                                               | —        | 2× Platin2   | —        | 100.000   | ultratop.be                                           |
| Deutschland (BVMI)                                                                           | Gold1    | Platin1      | —        | 750.000   | musikindustrie.de                                     |
| Frankreich (SNEP)                                                                            | —        | —            | Diamant1 | 750.000   | snepmusique.com                                       |
| Japan (RIAJ)                                                                                 | Gold1    | —            | —        | 100.000   | riaj.or.jp                                            |
| Neuseeland (RMNZ)                                                                            | —        | Platin1      | —        | 10.000    | aotearoamusiccharts.co.nz                             |
| Niederlande (NVPI)                                                                           | —        | Platin1      | —        | 75.000    | nvpi.nl                                               |
| Österreich (IFPI)                                                                            | —        | Platin1      | —        | 50.000    | ifpi.at                                               |
| Schweden (IFPI)                                                                              | Gold1    | —            | —        | 15.000    | sverigetopplistan.se                                  |
| Schweiz (IFPI)                                                                               | Gold1    | —            | —        | 25.000    | hitparade.ch                                          |
| Spanien (Promusicae)                                                                         | 2× Gold2 | Platin1      | —        | 200.000   | elportaldemusica.es Sólo éxitos: año a año, 1959–2002 |
| Vereinigte Staaten (RIAA)                                                                    | —        | 4× Platin4   | —        | 4.000.000 | riaa.com                                              |
| Vereinigtes Königreich (BPI)                                                                 | —        | Platin1      | —        | 600.000   | bpi.co.uk                                             |
| Insgesamt                                                                                    | 7× Gold7 | 15× Platin15 | Diamant1 |           |                                                       |